# Out of Order (álbum de Rod Stewart)
Out of Order é o décimo quinto álbum de estúdio do cantor Rod Stewart, lançado em 23 de maio de 1988.

## Faixas
1. "Lost In You" (Stewart, Andy Taylor) - 4:57
2. "The Wild Horse" (Stewart, Taylor) - 4:57
3. "Lethal Dose of Love" (Stewart, Taylor) - 4:38
4. "Forever Young" (Jim Cregan, Kevin Savigar, Bob Dylan, Stewart) - 4:03
5. "My Heart Can't Tell You No" (Simon Climie, Dennis Morgan) - 5:11
6. "Dynamite" (Stewart) - 4:16
7. "Nobody Knows You When You're Down and Out" (James Cox) - 3:50
8. "Crazy About Her" (Cregan, Duane Hitchings, Stewart) - 4:53
9. "Try a Little Tenderness" (Jimmy Campbell, Reginald Connelly, Harry M. Woods) - 4:27
10. "When I Was Your Man" (Savigar, Stewart) - 5:12
11. "Almost Illegal" (Stewart, Taylor) - 4:27

## Paradas
| Paradas (1988) | Posição |
| -------------- | ------- |
| Billboard 200  | 1       |